# Коан сир Сеј
Коан сир Сеј (фр. Coin-sur-Seille) је насељено место у Француској у региону Лорена, у департману Мозел.
По подацима из 2011. године у општини је живело 295 становника, а густина насељености је износила 89,12 становника/km².

## Демографија
| 1962. | 1968. | 1975. | 1982. | 1990. | 2011. |
| ----- | ----- | ----- | ----- | ----- | ----- |
| 113   | 133   | 239   | 297   | 301   | 295   |